# Museo internazionale della calzatura
Il Museo Internazionale della Calzatura Pietro Bertolini (MIC) è situato all'interno del Castello Sforzesco di Vigevano. Il Museo fu istituito negli anni '50 per iniziativa dello storico vigevanese Luigi Barni e fu dedicato a Pietro Bertolini, primo donatore di una notevole collezione di calzature provenienti da tutto il mondo.
Il Museo conserva calzature provenienti da tutto il mondo e rappresentative dell'evoluzione nelle diverse epoche storiche. Il percorso espositivo si articola in 4 sale e una galleria, in cui sono esposte collezioni provenienti anche da donazioni e prestiti di aziende e stilisti del settore, quali Salvatore Ferragamo, Emilio Pucci, Andrea Pfister, il vigevanese Armando Pollini, che fu anche il curatore scientifico del museo, Christian Dior, Karl Lagerfeld, Giorgio Armani, Louis Vuitton, Givenchy e molti altri.
Sono presenti anche scarpe appartenute a personaggi storici, quali una pianella risalente alla fine del XV secolo e attribuita alla duchessa Beatrice d'Este, nonché modelli dalle caratteristiche particolari, come un sandalo futurista con suola di rocchetti in legno e una scarpina in argento, di un solo centimetro di lunghezza.
Il museo, nel 2005, ha presentato una mostra sulla calzatura italiana dalla seconda metà degli anni Trenta fino alla Seconda Guerra Mondiale.

## Galleria d'immagini

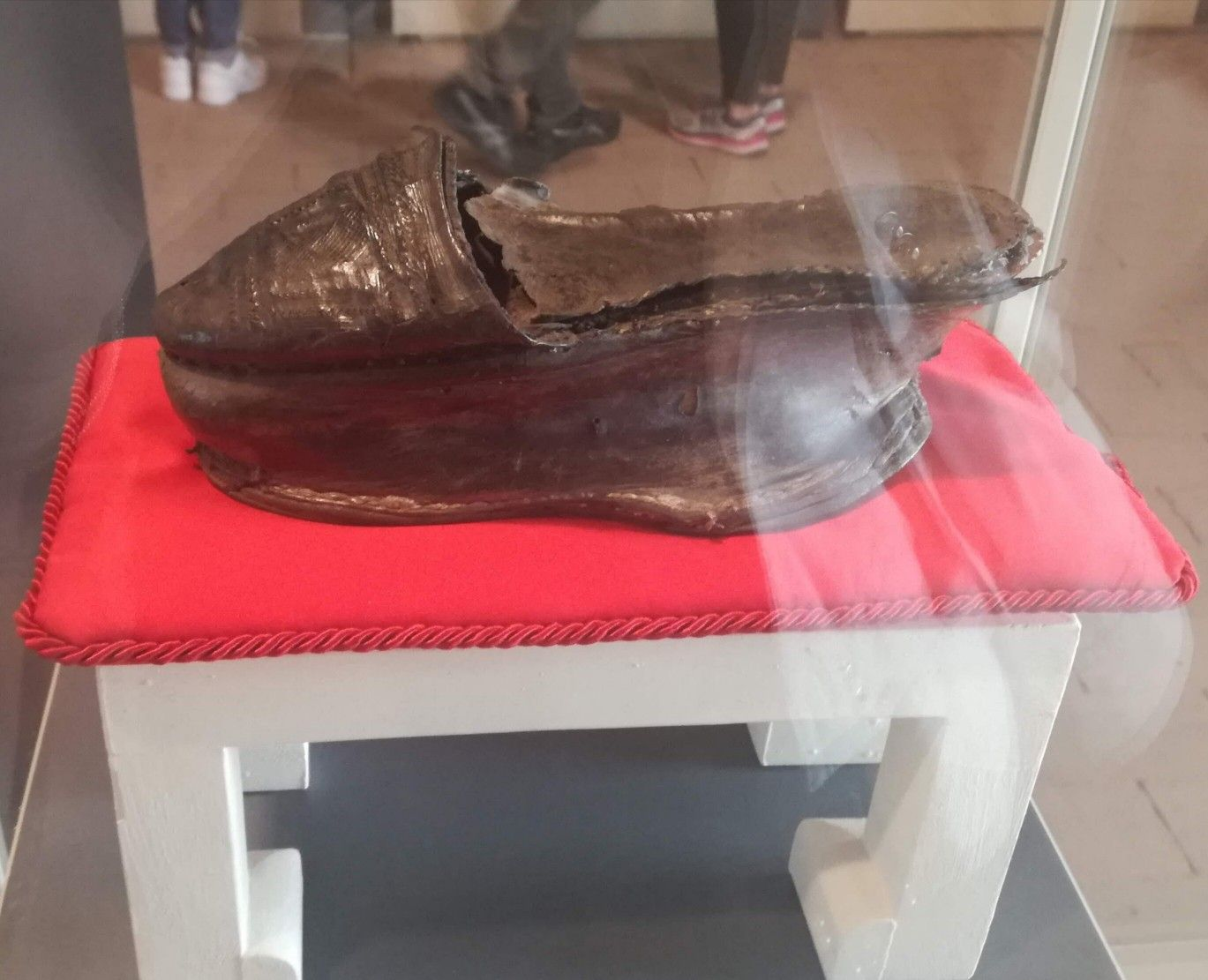
Pianella detta di Beatrice d'Este, rinvenuta durante alcuni lavori di restauro al Castello Sforzesco. Fine XV secolo.
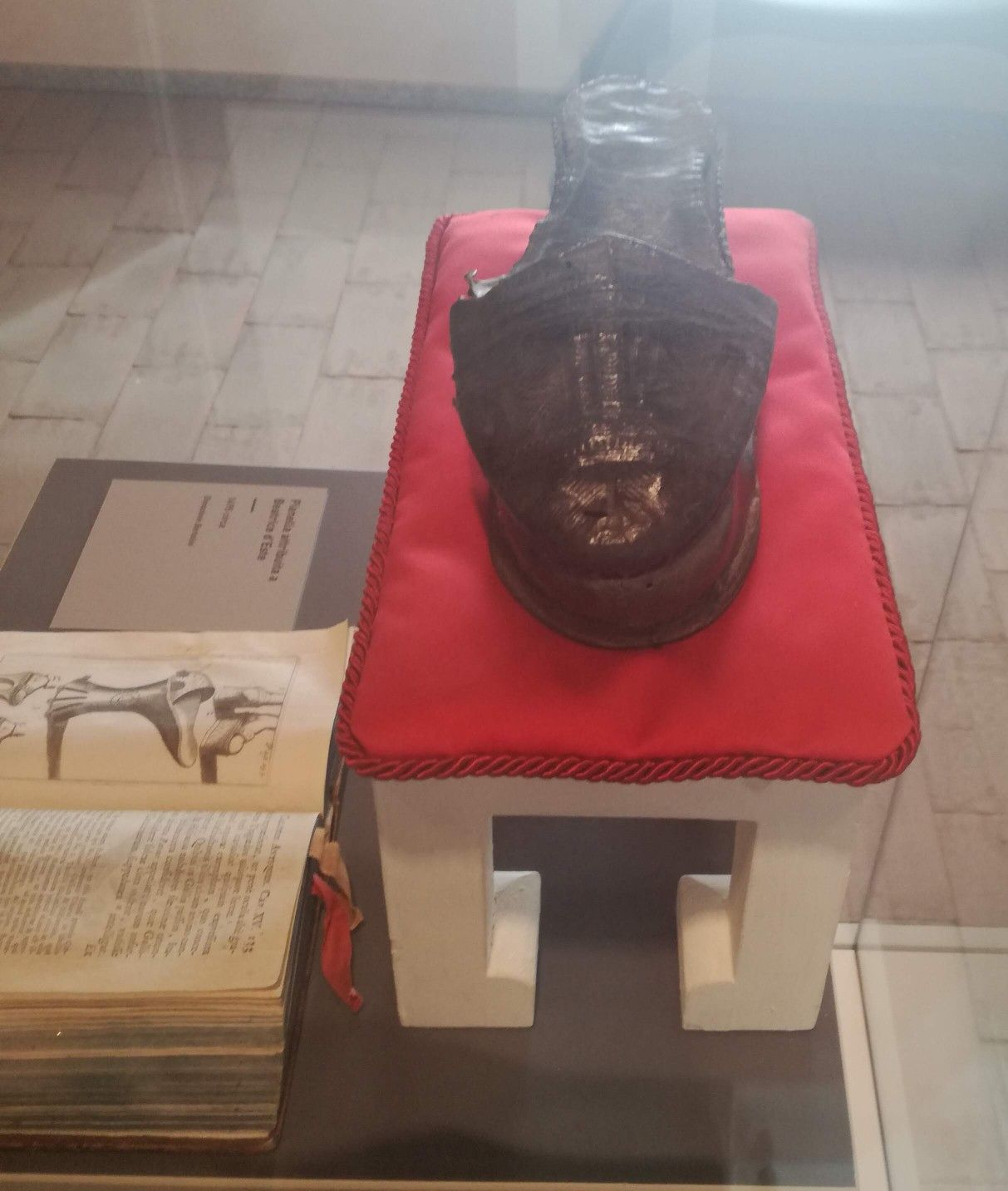
La pianella della duchessa vista frontalmente.
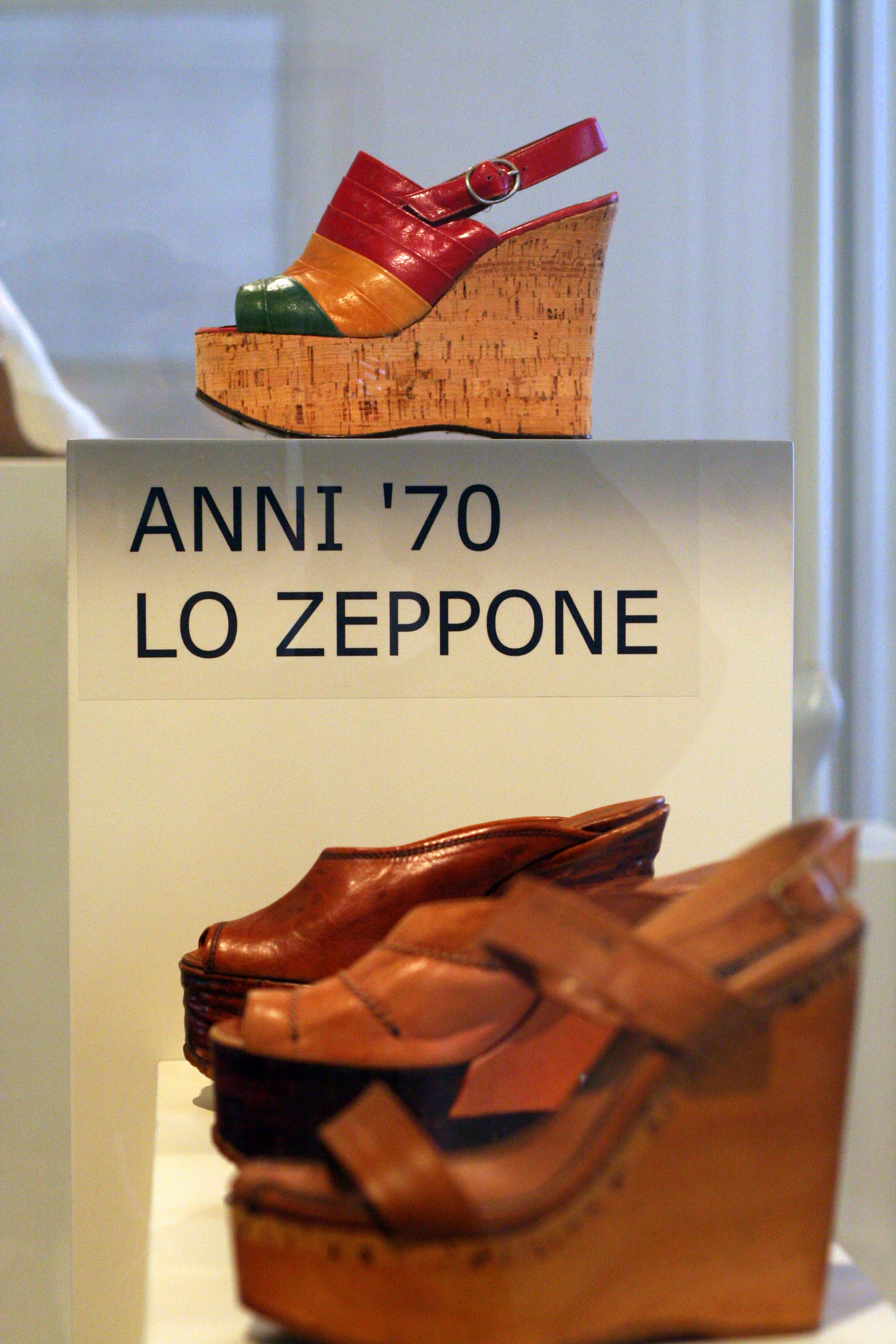
Gli zatteroni, con i pantaloni a zampa di elefante, caratterizzeranno la moda degli anni 1970